# Festival du film Frameline
Le Festival du film Frameline (San Francisco International LGBTQ Film Festival) est un festival de cinéma LGBT fondé par l'organisation à but non lucratif Frameline en 1977, et qui se tient tous les ans à San Francisco aux États-Unis,. Cela fait de ce festival, le plus ancien et encore existant qui soit dédié aux LGBT, et sa mission est de « changer le monde au travers du pouvoir du cinéma queer ».
Avec une fréquentation annuelle de 60 000 à 80 000 visiteurs, il est également le plus grand festival consacré aux LGBT au monde. Le festival se déroule tous les ans à la fin du mois de juin, de sorte que le dernier jour et la cérémonie de fermeture coïncident avec la journée de la Gay Pride de San Francisco, qui se déroule le dernier dimanche du mois.
Les films ayant été projetés au festival ont été donnés au centre Hormel de la bibliothèque publique de San Francisco. Une première donation a été effectuée en 2005, et la bibliothèque a créé un partenariat avec la Bay Area Video Coalition (en) pour assurer la conservation des enregistrements vidéo.
La 40e édition s'est déroulée du 16 au 26 juin 2016,.

## Prix décernés
La principale récompense décernée tous les ans lors du festival est le Frameline Award. Chaque année, le festival remet également un prix du public pour la meilleure performance, le meilleur documentaire et le meilleur court-métrage. Plus récemment, un jury de professionnels vote aussi pour la meilleure première performance ainsi que le meilleur documentaire.

### Frameline Award
Le Frameline Award est une récompense décernée chaque année à une personne ou entité ayant œuvré pour la cause LGBT au travers de médias artistiques, tels que le cinéma et la télévision.